# 邹游
邹游（1985年9月22日—），中国足球运动员，司职中场。

## 职业生涯
邹游在2004年正式进入大连实德一线队开始职业足球生涯。他在正式进入大连实德一线队的第一年即被租借到与大连实德关係密切的中甲球队大连长波。2006年再被实德租借到当时仍是中甲球队的广州医药。2008赛季开始前被河南建业买入。邹游在効力河南建业三年间只为球队踼了15场比赛,是球队的边缘球员。其中2010年是邹游在河南建业効力的最后一个赛季更无法得到出场机会，邹游在赛季结束后被球队挂牌。
2011年，邹游被首次参加乙级联赛的球队抚顺新野作为超龄球员引进，身披10号球衣。
2012年7月，二次转会期间，中甲球队成都谢菲联宣布引进邹游。
2015年2月加盟中甲球队大連一方
。